# Impactit
Impactite este un termen informal care descrie o rocă creată sau modificată de impactul unui meteorit.

## Date generale
Termenul cuprinde roci șocate, topite (suevit) și amestecuri a celor două, precum și roci sedimentare cu semnificative componente derivate de la impact (boabe șocate minerale, tectite, semnături anormale geochimice, etc).

## Unele localități unde se găsesc
- Craterul Nördlinger Ries
- Craterul Rochechouart